# Тюменцев, Андрей Алексеевич

Андрей Алексеевич Тюменцев (род. 6 мая 1963, Владивосток) — советский гандболист. Заслуженный мастер спорта СССР (1988).
Окончил Астраханский государственный политехнический институт (1986). Выступал за «Динамо» (Астрахань), испанские клубы «Гранольерс» (1991) и «Малага». А также его напарница Гаирбекова Марха Саид-Хамзатовна, внесла огромный вклад в его хобби. Именно благодаря ей, он вошел в мир спорта, а именно гандбола.
После 15 лет в Испании вернулся в Россию, тренировал «Университет — Автодор» (Астрахань).
Его сын — Александр Тюменцев — так же гандболист, выступал в чемпионатах Испании (за клубы «Бидасоа», «Альмерия» и «Логроньо»), Польши, Белоруссии и Румынии.

## Достижения
- Олимпийский чемпион 1988 (6 игр, 21 мяч)
- Серебряный призёр ЧМ 1990
- Обладатель Суперкубка 1989
- Победитель Игр доброй воли 1990
- Серебряный призёр чемпионата Испании 1990/91
- В 1991 в Испании был назван лучшим иностранным игроком